# Samsung Galaxy S20
Samsung Galaxy S20 (S20+, S20 Ultra) é uma linha de smartphones com sistema Android 10 (e One UI 2.1), fabricados pela Samsung Electronics, como parte da sua série Galaxy S, sucessor do Galaxy S10. Os modelos foram apresentados no evento Galaxy Unpacked da Samsung em 11 de fevereiro de 2020.
As principais atualizações em relação ao modelo anterior são: tela AMOLED com taxa de atualização de 120 Hz, tamanho de bateria de até 5000 mAh, conjunto de 4 câmeras, com um sensor de câmera principal de 108 megapixels, um sistema de câmera aprimorado que suporta gravação de vídeo 8K e um zoom de super-resolução de 30–100×, dependendo do modelo.
O celular foi lançado nos Estados Unidos em 6 de março e na Europa em 13 de março. Os preços de lançamento do Galaxy S20, S20+ e S20 Ultra começaram em 999, 1199 e 1399 dólares. A linha Galaxy S20 foi lançada no Brasil no final de março de 2020 com preços a partir de R$ 5.499,00, sendo que o Galaxy S20+ e S20 Ultra custam R$ 5.999 e R$ 8.499, respectivamente.
Porém na semana do lançamento já é possível encontrar o aparelho por R$ 4.948,20 e R$ 5.398,20 pelo Infinita de 6.7.
É a primeira linha de smartphones a receber a certificação de carregador rápido USB do USB Implementers Forum (USB-IF).
O Galaxy S20 FE foi lançado no mesmo ano como uma versão lite do Galaxy S20 normal. Foi lançado nos EUA custando inicialmente 600 dólares, e, a versão mais cara 700 dólares.
No Brasil, chegou custando 4.499,00 reais.

## História
Rumores apontavam que o título do celular seria Galaxy S11, por ser a extensão lógica do antecessor. No entanto, vazamentos sucessivos em janeiro de 2020 revelaram o título do celular como o Galaxy S20. Além disso, os detalhes sobre o telefone vazaram amplamente antes do lançamento, na medida em que quase todos os detalhes sobre as especificações e o design do celular eram conhecidos antes da apresentação. O informante Max Weinbach obteve o telefone real um mês antes do lançamento, confirmando tudo o que a comunidade já havia cogitado. Os comentaristas ressaltaram que em fevereiro "quase tudo o que a empresa planeja apresentar já vazou". Além dos gráficos das especificações do celular, vazaram material de marketing e imagens dos próprios telefones na vida real.

## Design
A série Galaxy S20 mantém um design semelhante ao Samsung Galaxy Note 10, com uma tela Infinity-O (introduzida pela primeira vez no Galaxy S10) contendo um orifício circular no centro superior para a câmera frontal. Diferentemente dos designs anteriores do Galaxy S, o conjunto de câmeras traseiras não está centralizado, mas localizado no canto com uma saliência retangular semelhante à do iPhone 11 e do Pixel 4. O S20 e S20+ abrigam três ou quatro câmeras, respectivamente, na saliência, enquanto a S20 Ultra abriga quatro câmeras em uma saliência maior. Existem cinco opções de cores: Cloud Pink, Cloud Blue, Aura Blue, Cosmic Grey and Cosmic Black. O Cosmic Gray está disponível em todas as variantes de tamanho, enquanto o Cosmic Black é limitado ao S20+ e S20 Ultra, o Cloud Blue é limitado ao S20 e ao S20+ e o Cloud Pink é exclusivo ao S20. O Aura Blue, usado anteriormente na Note 10+, é vendido exclusivamente na Best Buy para o S20 +.
O Galaxy S20 FE vem em 6 cores: Azul Marinho, Violeta, Verde, Branco, Vermelho e Laranja.

## Especificações

### Hardware
A linha S20 compreende quatro modelos com várias especificações de hardware; modelos internacionais do S20 utilizam o system-on-chip Exynos 990, enquanto os modelos americanos utilizam o Qualcomm Snapdragon 865. Um "AMOLED Dinâmico" de 1440p é apresentado com suporte HDR10+ e tecnologia "dynamic tone mapping". O Galaxy S20 FE, S20 e o S20+ têm uma tela de 6,5 polegadas, 6,2 polegadas e uma tela de 6,7 polegadas, respectivamente, enquanto o S20 Ultra tem uma tela de 6,9 polegadas. O S20, S20+ e S20 Ultra tem telas com lados curvos que se inclinam sobre as bordas horizontais do dispositivo, e uma proporção de tela 20:9 mais ampla é usada, além de uma taxa de atualização de 120 Hz, o dobro da do S10. A quantidade básica de RAM para os modelos S20, S20+ e S20 Ultra é de 8 GB, com uma opção adicional de 12 GB para o S20 e S20+ e uma opção de 16 GB para o S20 Ultra. 128 GB de armazenamento interno é o padrão e o S20+ e o S20 Ultra também oferecem opções de 256 GB e 512 GB, com expansão de até 1,5 TB através do slot para cartão microSD. O S20 FE tem as opções de 128GB+6GB de memória RAM e a outra opção de 256GB+8GB de RAM. As opções biométricas permanecem as mesmas, com o leitor de impressões digitais na tela do S10 sendo transferido para o novo modelo. O S20 FE, S20, S20+ e S20 Ultra contêm baterias de 4500mAh, 4000 mAh, 4500 mAh e 5000 mAh, respectivamente, e o carregamento indutivo Qi é suportado em até 15W, bem como a capacidade de carregar outros dispositivos compatíveis com Qi com a própria bateria do S20. O carregamento com fio é suportado por USB-C em até 25W no S20 FE, S20 e S20+ e 45W no S20 Ultra. As opções de conectividade foram aprimoradas com a implementação da nova tecnologia 5G para todos os modelos, no entanto, o S20 padrão não é compatível com redes de ondas milimétricas ultrarrápidas e suporta apenas o 5G "sub-6", e o conector de áudio foi removido em todos os modelos.

#### Câmera
As câmeras da série Galaxy S20 melhoraram consideravelmente em relação aos seus antecessores, embora, ao contrário do S9 e do S10, a abertura na lente principal seja fixa. Enquanto os megapixels dos sensores principal e ultra largo permaneceram inalterados no S20 e S20+, o sensor de telefoto recebeu algumas melhorias. A câmera telefoto de 64 megapixels, com a marca "Space Zoom", suporta zoom óptico híbrido 3X (com a marca "Zoom óptico híbrido") e zoom digital de 30X a 64 megapixels no novo sensor de telefoto em vez de 12 megapixels 2X no S10 e 30X digitalmente (com a marca "Super-Resolution Zoom"). O S20+ recebe um sensor de tempo de voo (com a marca "Câmera DepthVision") além das câmeras regulares do S20. O Galaxy S20 Ultra possui uma configuração de lente quádrupla que suporta zoom óptico de 10X e zoom digital de 100X, com um sensor de 108 megapixels de largura, um sensor de 12 megapixels de largura ultra-wide e um sensor de telefoto de 48 megapixels, acompanhado por um sensor de tempo de voo. Os sensores de grande angular e telefoto usam separação de pixels para produzir imagens de alta qualidade em uma resolução padrão, com o sensor de grande angular usando a tecnologia Nonacell que agrupa pixels de 3x3 para capturar mais luz. O Galaxy S20 FE vem com três câmeras: Ultra Grande Angular de 12mp, uma Grande Angular de 12mp e uma Telefoto de 8mp que, também, consegue um zoom de 30x digital e 3x de zoom óptico.  Foi introduzido um novo modo de câmera chamado Single Take, que permite aos usuários capturar fotos ou vídeos ao mesmo tempo com sensores diferentes automaticamente. Os três modelos (Galaxy S20, S20+ e S20 Ultra) podem gravar vídeos de 8K a 24fps, o que consumirá cerca de 600 MB de armazenamento por minuto, mas, o Galaxy S20 FE só grava no máximo em 4K 60fps.  No S20 e S20+, o 8K é ativado pelo sensor de telefoto de 64 MP, enquanto o sensor de 108 MP de largura do S20 Ultra suporta nativamente vídeos de 8K.
O Galaxy S20 FE não tem suporte ao 8K.

### Software
Todos os quatro smartphones rodam Android 10 e a skin personalizada da Samsung, One UI 2.1 com atualização para Android 13 (One UI 5.0)

## Recepção
A linha Galaxy S20 foi recebida positivamente em geral no lançamento.
Analisando o S20 e o S20+, o The Verge forneceu um 8.5/10 e declarou "é o melhor pacote completo de um telefone Android disponível no momento e uma barra alta para o restante dos telefones Android de 2020 tentarem limpar"; a CNET deu ao S20 um 8,7/10 e o chamou de "premium, bom de colocar no bolso e repleto de todos os recursos necessários para aprimorar sua fotografia e impulsionar [o usuário] durante o dia".
O S20 Ultra recebeu críticas geralmente positivas, com 7/10 da The Verge, e 8/10 da Wired e CNET, e 3,5/ 5 da Digital Trends. O elogio foi direcionado para a tela e a duração da bateria, mas foi criticado por ser muito caro, difícil de usar e ter qualidade de câmera inconsistente. Os críticos ficaram divididos nos vídeos 8K e na tecnologia 5G, observando ainda que a qualidade da câmera era baixa com zoom 100x. Jessica Dolcourt, da CNET, observou que "excelentes recursos de câmera não são suficientes para superar um design desajeitado, desempenho questionável da bateria e um preço altíssimo", enquanto Julian Chokkattu, da Wired, concluiu que "seu tamanho é grande, algumas falhas de câmera e um preço absurdo impedem que o telefone da Samsung atinja a excelência", e Corey Gaskin da Digital Trends achou que em seu estado atual, é difícil justificar gastar 1.400 dólares em um dispositivo centrado na câmera, que simplesmente não é a melhor câmera para smartphone que você pode comprar".

## Problemas conhecidos
Mesmo antes do lançamento geral, os analistas observaram problemas de foco automático e suavização da pele com as câmeras, especialmente com o Galaxy S20 Ultra. A Samsung está trabalhando em uma correção, com os problemas de foco automático das variantes do Exynos já resolvidos em uma atualização do aplicativo Câmera incorporado.